# 雄壁镇
雄壁镇，是中华人民共和国云南省曲靖市师宗县下辖的一个镇。

## 行政区划
雄壁镇下辖以下地区：
雄壁村、雨柱村、长冲村、天生桥村、下鸭子塘村、小哨村、独龙村、扯乐村、束岗村、瓦鲁村、法召村、大舍村、小阿舍村和小黑纳村。